# Edy Vessel
Pour les articles homonymes, voir Vessel.
Edoarda Vesselovsky ou Edoarda Crociani, mieux connue sous ses noms de scène Edy Vessel, Edi Vessel ou Edy Vesel, née le 23 octobre 1940 à Trieste (Italie), est une actrice et femme d'affaires italienne.

## Biographie
Elle naît en 1940 à Trieste,. Dans sa jeunesse, elle travaille comme mannequin pour des boutiques locales de mode tout en poursuivant des études. Elle décroche un rôle de choriste dans une revue de Wanda Osiris, dans laquelle elle est repérée par le réalisateur Mario Mattoli, qui lui donne son premier rôle d'actrice dans Guardatele ma non toccatele, en 1959. Elle adopte alors le patronyme « Edy Vessel ».
Elle joue dans une douzaine de films, notamment un petit rôle dans Huit et demi de Federico Fellini (1963),,. Après ce dernier rôle, elle abandonne sa carrière cinématographique.
En 2016, elle reçoit des doctorats honoris causa de l'Instituto Mexicano de Líderes de Excelencia et de l'Universidad Instituto Americano Cultural[réf. nécessaire].

## Vie privée
En 1965, elle entame une relation avec l'homme d'affaires italien Camillo Crociani (it). Une fois que ce dernier a obtenu l'annulation de son premier mariage de la Rote romaine, le couple se marie en 1970 et mène grand train, vivant dans le quartier romain huppé de Parioli et achetant des œuvres d'art (Chagall, Gauguin, Utrillo, Picasso, etc.). 
Impliqué dans un scandale de corruption lié à l'affaire Lockheed, Camillo Crociani s'expatrie au Mexique avec son épouse Edy et leurs deux filles, Cristiana et Camilla ; en 1979, il apprend sa condamnation à deux ans et quatre mois de prison pour corruption mais meurt l'année suivante d'un cancer. Eduorda Crociani se remarie ensuite avec le comte Pierluigi Vitalini et prend le contrôle de la société de technologies de feu le père de ses filles, Ciset (avec également Vitrociset, qui gère les données de la Banque d'Italie et de la police italienne), ce qui entraîne une bataille judiciaire avec les enfants du premier mariage de Camillo Crociani, Daniela et Claudio,. Eduorda Crociani s'installe sur la Cinquième avenue (New York), dans l'ancienne résidence de Rupert Murdoch. En 1987, la fortune familiale des Crociani est estimée à 600 millions de dollars.
En 2011, alors qu'elle est installée depuis quelques années à Monaco, sa fille aînée, Cristiana (qui dira garder un mauvais souvenir de son enfance dorée), l'attaque en justice pour avoir voulu la déshériter au profit (via des systèmes d'optimisation fiscale mis en place dans les années 1980) de sa sœur Camilla Crociani et de ses deux nièces. Elle met en cause sa mère, « fascinée, presque obsédée par la noblesse », qui n'aurait pas supporté l'échec du premier mariage de Cristiana avec le prince Bante Boncompagni-Ludovisi et sa prise d'indépendance lors de son remariage avec l'homme d'affaires franco-dominicain Nicolas Delrieu ; alors que sa sœur, Camilla, était mariéepour sa part avec le prince Charles de Bourbon des Deux-Siciles, duc de Calabre, prétendant à l'hypothétique trône de Naples. 
Le 11 septembre 2017, la cour royale de Jersey condamne Eduarda Crociani à reconstituer le fonds initialement destiné aux deux sœurs (d'une valeur de 200 millions d'euros) puis redestiné à Camilla et ses  filles; Camilla fait appel mais en vain.

## Filmographie

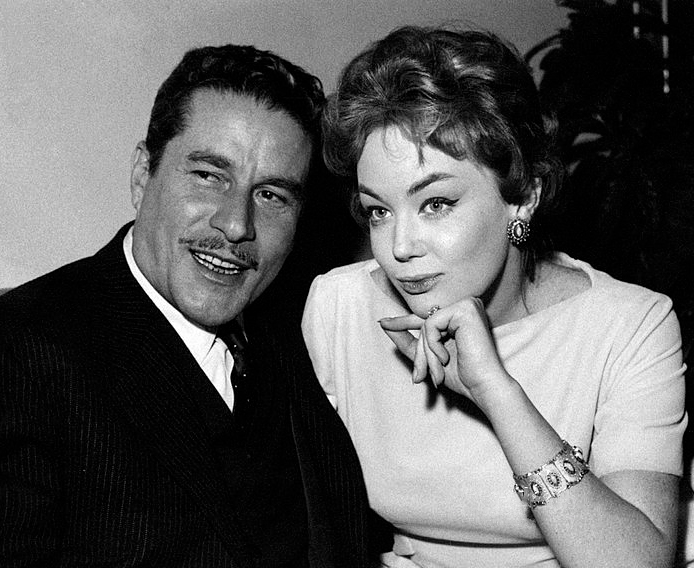
L'acteur Amedeo Nazzari et Edy Vessel en 1959.

- 1959 : Guardatele ma non toccatele de Mario Mattoli
- 1959 : Il raccomandato di ferro de Marcello Baldi
- 1959 : Tipi da spiaggia de Mario Mattoli
- 1960 : Un dollaro di fifa de Giorgio Simonelli
- 1960 : Larmes de joie de Mario Monicelli
- 1961 : Le Voleur de Bagdad d'Arthur Lubin et Bruno Vailati
- 1961 : Psycosissimo de Steno
- 1961 : Le Glaive du conquérant de Carlo Campogalliani
- 1961 : La Guerre de Troie de Giorgio Ferroni
- 1962 : Le Corsaire de la reine de Primo Zeglio
- 1963 : Rocambole de Bernard Borderie
- 1963 : Huit et demi de Federico Fellini